# Goniagnathus dursoicus
Goniagnathus dursoicus är en insektsart som beskrevs av Dlabola 1994. Goniagnathus dursoicus ingår i släktet Goniagnathus och familjen dvärgstritar. Inga underarter finns listade i Catalogue of Life.